# Chasmina dasyptera
Chasmina dasyptera là một loài bướm đêm trong họ Noctuidae.